# 安河畔讷维尔
安河畔讷维尔（法語：Neuville-sur-Ain，法語發音：[nøvil syʁ ɛ̃] ⓘ）是法国东部安省的一个市镇，属于楠蒂阿区。

## 地理
安河畔讷维尔（46°4'57"N, 5°22'20"E）面积19.79 平方千米，位于法国奥弗涅-罗讷-阿尔卑斯大区安省，该省份为法国东部省份，北起汝拉省，西北接索恩-卢瓦尔省，西接罗讷省和里昂大都会，南至伊泽尔省，东与萨瓦省、上萨瓦省和瑞士接壤。
与安河畔讷维尔接壤的市镇（或旧市镇、城区）包括：德吕亚、瑞瑞里约、博阿-梅里亚-里尼亚、蓬桑、蓬丹、圣马丹迪蒙。

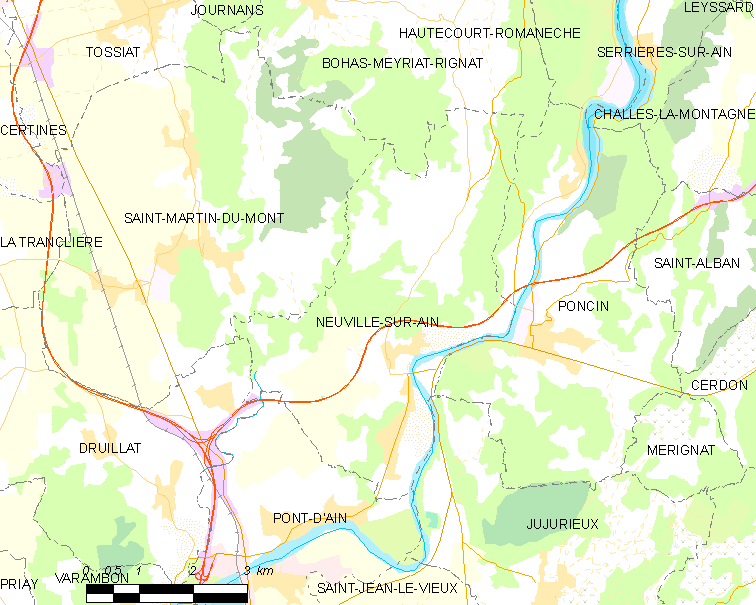
安河畔讷维尔的OSM定位图

安河畔讷维尔的时区为UTC+01:00、UTC+02:00（夏令时）。

## 行政
安河畔讷维尔的邮政编码为01160，INSEE市镇编码为01273。

## 政治
安河畔讷维尔所属的省级选区为蓬丹县。

## 人口

1962-2008年间安河畔讷维尔人口变化图示

安河畔讷维尔于2022年1月1日时的人口数量为1798人。